# Чудотворные горы
Чудотворные горы (кит. 灵山) — роман китайского писателя, лауреата Нобелевской премии по литературе Гао Синцзяня.

## История создания и стиль
Работа над романом началась в 1982 году и закончилась только в сентябре 1989 года в Париже. Впервые издан в 1990 году в Тайбэе.
В этом романе повествователь исследует сельскую местность и влияние, которое оказала Культурная Революция на людей; показывает богатую внутреннюю жизнь и процесс поиска смысла. Текст начинается с повествования от второго лица, а потом переключается на первое лицо. Позднее появляются Он и Она. Каждый из них имеет собственную историю, свои собственные чувства и собственные причины, по которым они пустились в путешествие. «Чудотворные горы» — это эпическое повествование, в котором автор уделяет достаточное внимание различным описаниям природы. При этом роман реалистично описывает как красоту, так и уродство людей и мира. Гао Синцзянь положил в основу реальные события, произошедшие с ним во время вынужденного путешествия по провинциям Китая (Сычуань, Гуйчжоу, Юньнань и др.) в течение полугода.
Йоран Малмквист опубликовал шведский перевод в 1992 году. Перевод на французский язык Ноэля и Лилиан Дютре появился в 1995. В английском переводе название звучит как «Soul mountain». На русский язык до настоящего времени не переведён. Дмитрий Николаевич Воскресенский в 2002 году опубликовал статью «Художественные искания в китайской прозе 90-х гг (О романе Гао Синцзяня "Чудотворные горы")», а также перевел фрагмент романа.

## Сюжет
Главному герою диагностировали рак лёгких, заболевание, от которого умер его отец. Но диагноз оказался ошибочным. Когда герой узнал об этом, доктор просто сказал: «Молодой человек, идите и живите достойно». Так началось его путешествие в чудотворные горы. Заворожённый магией и сказаниями, он встречает шамана, который рассказывает ему о легендарном охотнике, который мёртвый лежит у своей винтовки, где-то в хатке, но там не было никого уже целое поколение. Потом старик рассказывает ему о бандите Сон Гуотае, который держал в повиновении этот регион и загадочно исчез. Герой встречает молодую девушку, у которой наблюдаются суицидальное поведение. От неё отказались мачеха и сводный брат, а отцу было на неё наплевать. Она отдалась мужчине, который обманул её, и теперь помышляет о самоубийстве. Он рассказывает романтическую историю о Мамэй, которая убежала со своим любовником, отказавшись выйти замуж за богача и о её трагической гибели, когда она почувствовала, что её любовник покинул её. Он присоединяется к команде учёных, которые занимаются проблемами охраны больших панд в горах, и заводит дружбу с ботаником, который предупреждает его об опасности путешествия в одиночку в отдаленных лесах. Он ожидал дня, когда сможет пойти с другим учёным, но потом заблудился и запаниковал. Он вспоминает день, когда начал снова почитать Будду, когда новое обследование показало, что у него нет рака. Это было для него началом новой жизни. Будда сотворил для него чудо.
Потом начинается серия выдуманных главным героем историй. Он рассказывает этой девушке о том, как два его брата изнасиловали колдунью. Но сам он не стал её насиловать и отпустил. Её нашли мёртвой и теперь его мучает совесть, а колдунья приходит к нему в разных образах. Он посетил медиума, но она, увидев его издёвки, отказалась помогать ему избавиться от проклятия.  Затем он рассказывает о том, что он потомок семейства Ли, которое занималось расхищением гробниц. Потом рассказывает историю женщины, изнасилованной отчимом, когда она была ещё ребёнком, и которая затем вышла замуж за молодого человека, впоследствии задавленного деревом. Она стала колдуньей и причинила много зла своей деревне. Потом повествователь доходит до озера, окружённого густым лесом, но которое сейчас стало природной катастрофой антропологического характера, после того как коммунистический режим загнал тысячи людей на его осушку. С этого момента история возвращается к молодой девушке, которая согласилась сопровождать его в горы, и которая спит с ним только для того чтобы насолить своему парню, но потом говорит, что впервые секс приносит ей удовольствие. Они спрашивают дорогу на гору у старой женщины, но та говорит, что ходить на гору мужчинам воспрещается, и что там обитают только колдуньи. «Я» боится разъединения своей личности и находит утешение в буддизме. Он сходит с автобуса, когда водитель отказывается ехать дальше и идёт в деревню на звук барабанов. Она рассказывает ему, что потеряла невинность с учителем, но потом твердит, что эта история произошла с кем-то другим. Пара часто разговаривает о сексе, особенно о его извращённых формах. Лесник организовывает для него экскурсию в горы. В пещере ему снится отчий дом и его пугает собственная тень. Он посещает руины буддистского храма и рассказывает историю за историей, возвращаясь в них на 500 лет назад, когда руины стали убежищем для бандитов, потом во время, когда в этих горах жил учёный даосист, во времена, когда здесь правил военный лидер, и на 50 лет назад, когда здесь произошла трагическая любовная история. Она требует, чтобы он продолжал рассказывать. Он рассказывает о фестивале дракона. Она теперь замужняя женщина, у которой муж-алкоголик и сын. У него были отношения с дояркой, которую он даже не любил. Другой автобус подвозит его к маленькому городку, где он говорит всем, что он писатель и приехал собирать народные песни. Девушка находит ему приют и предлагает ему секс, только для того, чтобы рассказать, что она девственница и ей придется в этой деревне очень туго, если она переспит с кем-то до замужества. Он удерживает себя, боясь последствий, а она разочаровывается. Там была и другая женщина, которая хотела поработить его и для этого разыгрывает кровавую сцену. Старик провожает его к своей деревне и соглашается произвести ритуал экзорцизма и спеть старые народные песни. Но его сын - глава деревни, и его окутывает недоверие к человеку с диктофоном, который делает записи старых верований, запрещенных коммунистическим режимом. У суицидальной девушки нервный срыв и она хочет вернуться к человеку, который попросил её руки. И когда она начинает понимать, что писатель не собирается на ней жениться, она обвиняет его в искушении. Он чувствует неладное и расстаётся с ней. Потом задаётся вопросом, действительно ли она существовала, не в силах отличить выдумку от реальности. Потом он подходит к реке Янцзы и начинает исследовать старые имперские руины, которые скоро будут погребены благодаря новой гребле. Он замечает, что ему нравится разговаривать с собой и обращаться к «ней» в разговорах. Он навещает столицу старого царства, на месте, где его бабушка доживала свои последние годы, когда от неё отказалась семья, сдав её в дом престарелых. Он замечает, что он хочет снова вернуться в детство. Он возвращается в большой город, где в качестве писателя привлекает к себе группу интеллектуалов, но ему интереснее рассказывать о шаманах, чем о социальной справедливости. Он снова в лесу, где сохранились народные песни, и где за словами людей обитает «дикий человек». Когда он написал книгу о «диком человеке», власть заявила, что это всего лишь диссидент, сбежавший от власти в лес. Далее рассказывается о женщине, бывшей модели, которая хочет переспать с ним. Они говорят о ключе, который она потеряла, но как бы и не потеряла (в абсурдистской манере). Он услышал от селян, что последний монах-даосист живёт в горах, но когда герой его находит, тот отказывается говорить. На обратном пути он заблуждается и паникует. Потом он переходит к истории своего друга юриста и его подружки. Юрист рассказывает историю об аресте молодых людей, устроивших групповое занятие сексом. Одна девушка созналась в 200 сексуальных отношениях и была приговорена к смерти за втягивание других девушек в незаконные сексуальные отношения, хотя было не ясно, что в этом было незаконно. Они нанимают лодку. Старик, который ведёт лодку, поет песню, которая возбуждает их, а девушку — и сексуально, но они просто держатся за руки. Он спит в буддистском монастыре и наслаждается гонгами и звоном во время молитв посреди ночи. В разделе 72 он доказывает, что его роман действительно роман, а не путевые записки или размышления. Он добирается к восточному берегу Китая и города Шанхая. Женщина рассказывает ему историю о платонических отношениях со своей подругой, которая попала в тюрьму за то, что писала дневник, в котором восхваляла своего отца-диссидента. Девушка погибла при попытке сбежать из тюрьмы, после того, как влюбилась в мужчину, который тоже там сидел. Он также вспоминает отца, который жил в Шанхае и тоже вовлекался в политику во время Культурной Революции. Он также вспоминает женщину, которая покончила с собой на перроне. Он возвращается в местность, покрытую снегом. Его преследуют воспоминания и галлюцинации. Его последние слова: «Я не знаю где я зараз. Я не знаю, где находится эта благодать. Я оглядываюсь вокруг себя. Я не понимаю, что я ничего не знаю, но всё же я думаю, что понимаю все. Вещи просто происходят, и всё время за мной что-то смотрит. А значит, лучше прикинуться, что я всё понимаю, даже если не понимаю. Но когда я прикидываюсь, что все понимаю, всё же я не понимаю ничего. Всё дело в том, что я не могу ничего понять. Я ничего не понимаю. Вот что происходит».